# أهل عامر (الحد)

تعديل مصدري - تعديل

أهل عامر هي إحدى قرى عزلة الحد بمديرية الحد التابعة لمحافظة لحج، بلغ تعداد سكانها 631 نسمة حسب تعداد اليمن لعام 2004.